# Angie Von Pritt
Angie Von Pritt (Vinaroz, 19 de diciembre de 1953 - Valencia, entre 1987 y 1992) fue una vedette española.

## Biografía
Angie nació en Vinaroz, provincia de Castellón. Acompañó a su padre cuando migró a Canadá debido a que encontró trabajo. Al volver a España y antes de su transición, Angie hizo el servicio militar obligatorio, pero solo duró 15 días. Durante la conscripción le hicieron un corte militar, tras lo cual se lo tiñó de rubio y se lo dejó crecer. A partir de ese momento fue ganando parecido con Bárbara Rey, lo que le granjeó popularidad durante su carrera.
A principios de los años 1970 inició su trayectoria artística, con un papel secundario en la obra Charly, no te vayas a Sodoma de Luis Portoles. Paralelamente trabaja de camarera en algunos bares LGBT, cuando toma el nombre de Angie. En esta etapa entra en contacto con Dolly Van Doll, que se convertiría en mentora para ella. En 1977 comenzó a aparecer en revistas eróticas, como Lib, Party y Papillón, que explotaban su parecido con Bárbara Rey, una de las vedettes más famosas del momento.
En esa época comenzó a actuar con la compañía ambulante Incógnito, junto a Pierrot o Madame Arthur. Junto a ellos estrenó espectáculos como New Crazy Horse Gay en salas como Rialto en Barcelona y el Morocco de Madrid. Tras la disolución de la compañía, Angie fue contratada en 1980 por la compañía de revistas musicales de Addy Ventura, con quienes estrena en el teatro Apolo de Barcelona.
En 1983 se mudó a Sevilla, donde actúa en la sala Music Hall Vista Alegre, y en otros cabarets, compaginando sus actividades en el mundo artístico con la prostitución. Participó en el documental televisivo Noche de travestis, emitido por Televisión Española el 5 de febrero de 1984.
Su salud se fue deteriorando debido a su adicción a la heroína. Siguió trabajando en la capital andaluza, en cafés como Tercer tiempo. Falleció con un estado de salud deteriorado por el SIDA en Valencia entre 1987 y 1992.